# 美国犬业俱乐部
美国犬业俱乐部（American Kennel Club，常見簡稱為AKC）世界范围内最为活跃犬类组织，总部设在美国纽约，成立于1884年9月17日，主要进行犬类鉴定，开发新犬种，出版杂志等活动。